# Wit-Rusland op het Eurovisiesongfestival 2020
Wit-Rusland zou deelnemen aan het Eurovisiesongfestival 2020 in Rotterdam, Nederland. Het zou de 16de deelname van het land aan het Eurovisiesongfestival geweest zijn. BTRC was verantwoordelijk voor de Wit-Russische bijdrage voor de editie van 2020.

## Selectieprocedure
Net als de voorbije jaren hield de Wit-Russische openbare omroep een nationale finale om de Wit-Russische inzending aan te duiden. Voor het eerst sedert 2015 kreeg deze als titel Eurofest. BTRC ontving 95 inzendingen. Uit deze lijst werden twaalf kanshebbers weerhouden.
De nationale finale werd gehouden op 28 februari 2020 en gepresenteerd door Helena Meraai en Evgeny Perlin. De televoters stonden in voor de helft van de punten. De andere helft werd verdeeld door de vakjury, die bij een gelijkstand de bovenhand kregen. De keuze viel uiteindelijk op VAL met het nummer Da vidna.

## Eurofest 2020
28 februari 2020
| Plaats | Artiest                  | Lied              | Jury | Publiek | Totaal |
| ------ | ------------------------ | ----------------- | ---- | ------- | ------ |
| 1      | VAL                      | Da vidna          | 10   | 10      | 20     |
| 2      | Jan Jarosj               | Fire              | 12   | 6       | 18     |
| 3      | Chakras                  | La-lej-la"        | 6    | 12      | 18     |
| 4      | KeySi                    | Chili pepper      | 7    | 8       | 15     |
| 5      | Anastasija Malasjkevitsj | Invisible         | 8    | 4       | 12     |
| 6      | Angelika Poesjnоva       | True love         | 5    | 5       | 10     |
| 7      | Аura                     | Barani svajo      | 3    | 7       | 10     |
| 8      | Sasja Zaharik            | Rocky road        | 4    | 2       | 6      |
| 9      | NAPOLI                   | Don't let me down | 2    | 3       | 5      |
| 10     | Nastia Glamozda          | Burning again     | 1    | 1       | 0      |
| 11     | Darja Chmelnitskaja      | On fire           | 4    | 0       | 4      |
| 12     | Nastasea                 | Hello             | 0    | 0       | 0      |

## In Rotterdam
Wit-Rusland zou aantreden in de eerste helft van de eerste halve finale, op dinsdag 12 mei 2020. Het Eurovisiesongfestival 2020 werd evenwel geannuleerd vanwege de COVID-19-pandemie.
2004 · 2005 · 2006 · 2007 · 2008 · 2009 · 2010 · 2011 · 2012 · 2013 · 2014 · 2015 · 2016 · 2017 · 2018 · 2019 · 2020-2025
Albanië · Armenië · Australië · Azerbeidzjan · België · Bulgarije · Cyprus · Denemarken · Duitsland · Estland · Finland · Frankrijk · Georgië · Griekenland · Ierland · IJsland · Israël · Italië · Kroatië · Letland · Litouwen · Malta · Moldavië · Nederland · Noord-Macedonië · Noorwegen · Oekraïne · Oostenrijk · Polen · Portugal · Roemenië · Rusland · San Marino · Servië · Slovenië · Spanje · Tsjechië · Verenigd Koninkrijk · Wit-Rusland · Zweden · Zwitserland